# تاكومي يامادا
تاكومي يامادا (باليابانية: 山田 拓巳) (25 نوفمبر 1989 في طوكيو في اليابان – )؛ هو لاعب كرة قدم ياباني سابق كان يلعب كمدافع.

## وصلات خارجية
- تاكومي يامادا على موقع رابطة كرة القدم اليابانية للمحترفين (اليابانية)
- تاكومي يامادا على موقع قاعدة بيانات كرة القدم.إي يو (الإنجليزية)
- تاكومي يامادا على موقع Soccerway.com (الإنجليزية)
- تاكومي يامادا على موقع عالم كرة القدم.نت (الإنجليزية)
- تاكومي يامادا على موقع كووورة